# Fotografía minimalista

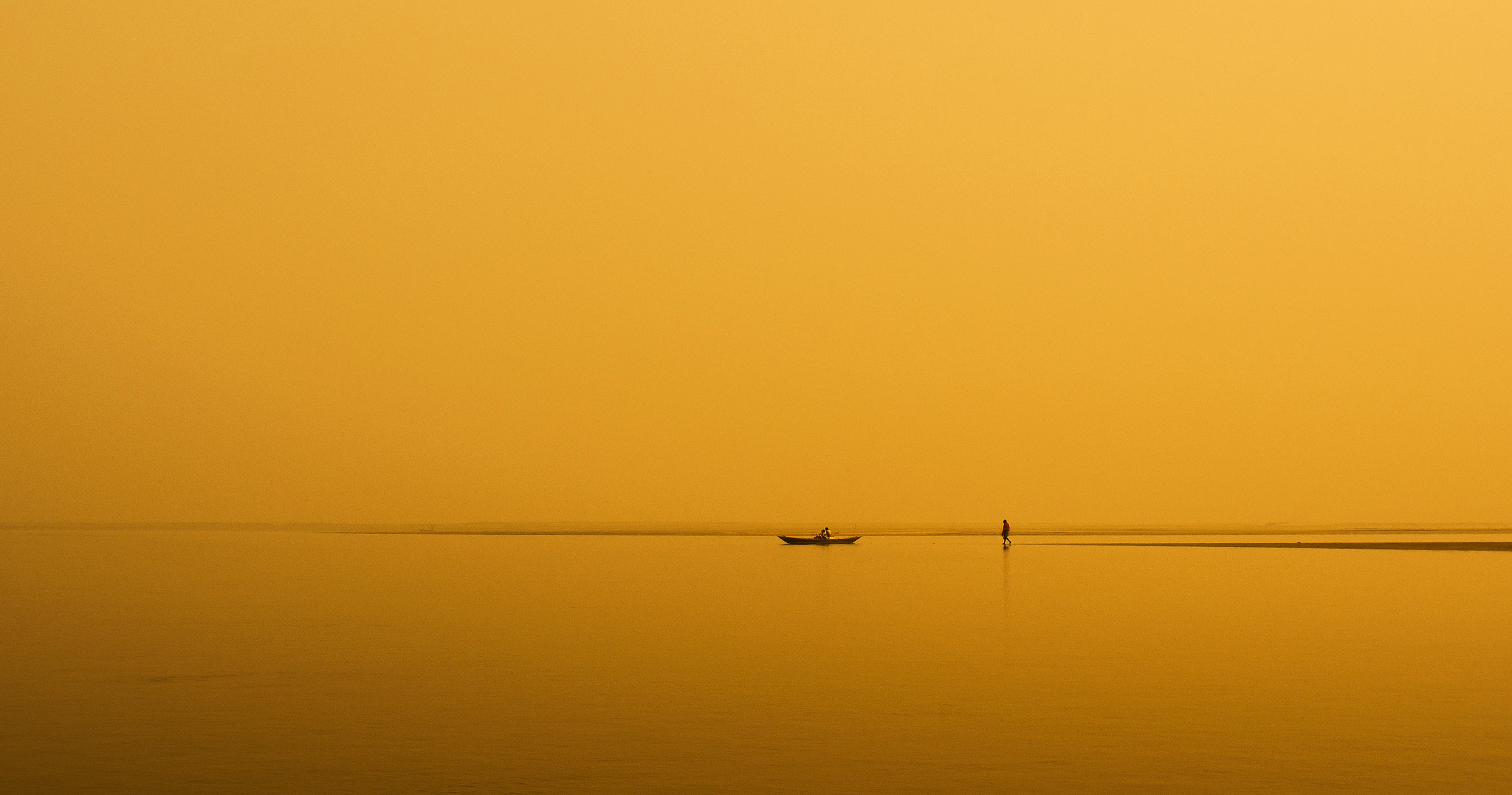
Minimalismo, 4 de diciembre de 2015, Md. Al Amin de Bogra, Bangladés.

La fotografía minimalista es una forma de fotografía que se distingue por su extrema y austera simplicidad. Hace hincapié en la sobriedad y se centra únicamente en el menor número de objetos en el proceso de composición.

## Etimología

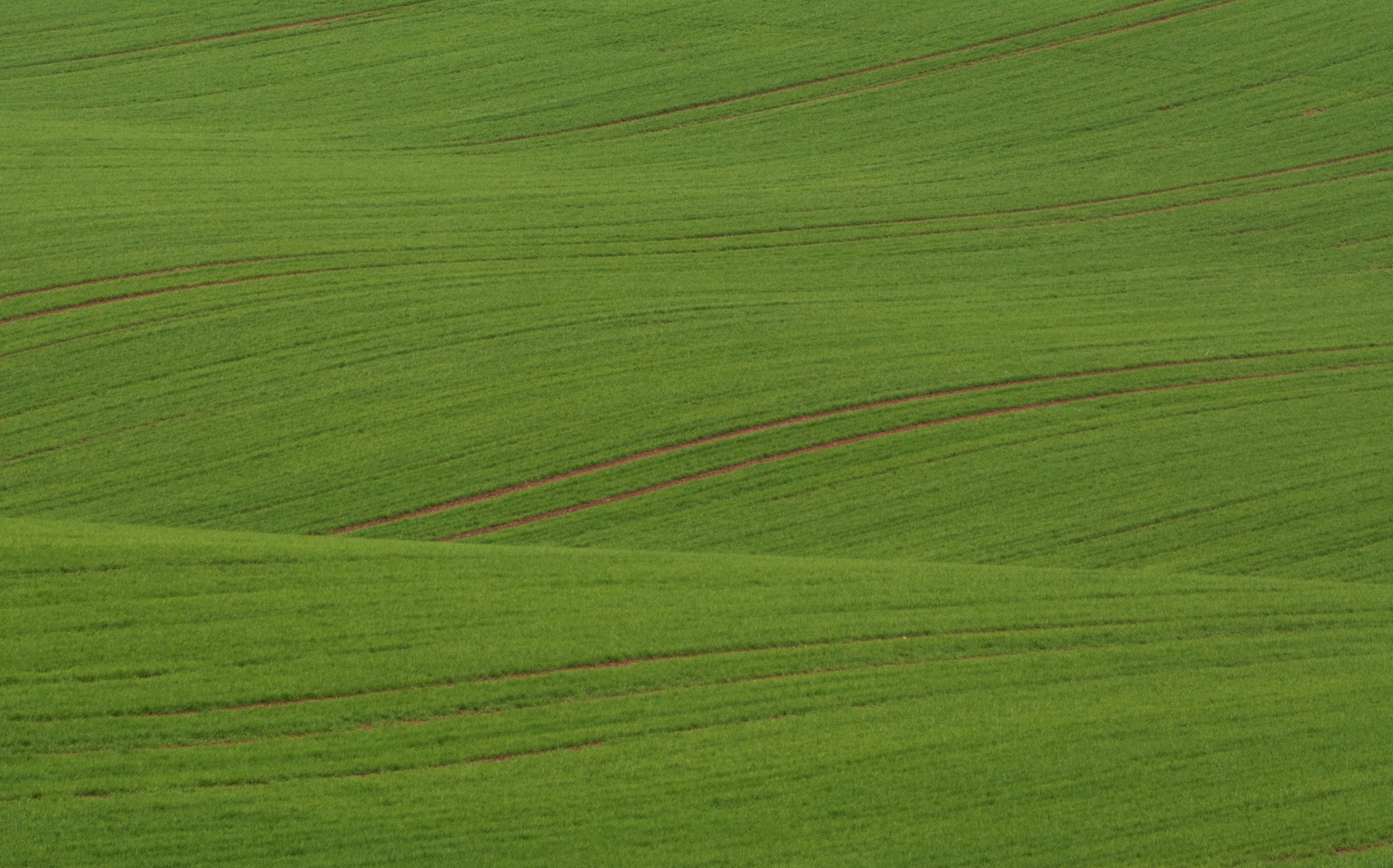
Fotografía minimalista del paisaje de Martin Vorel

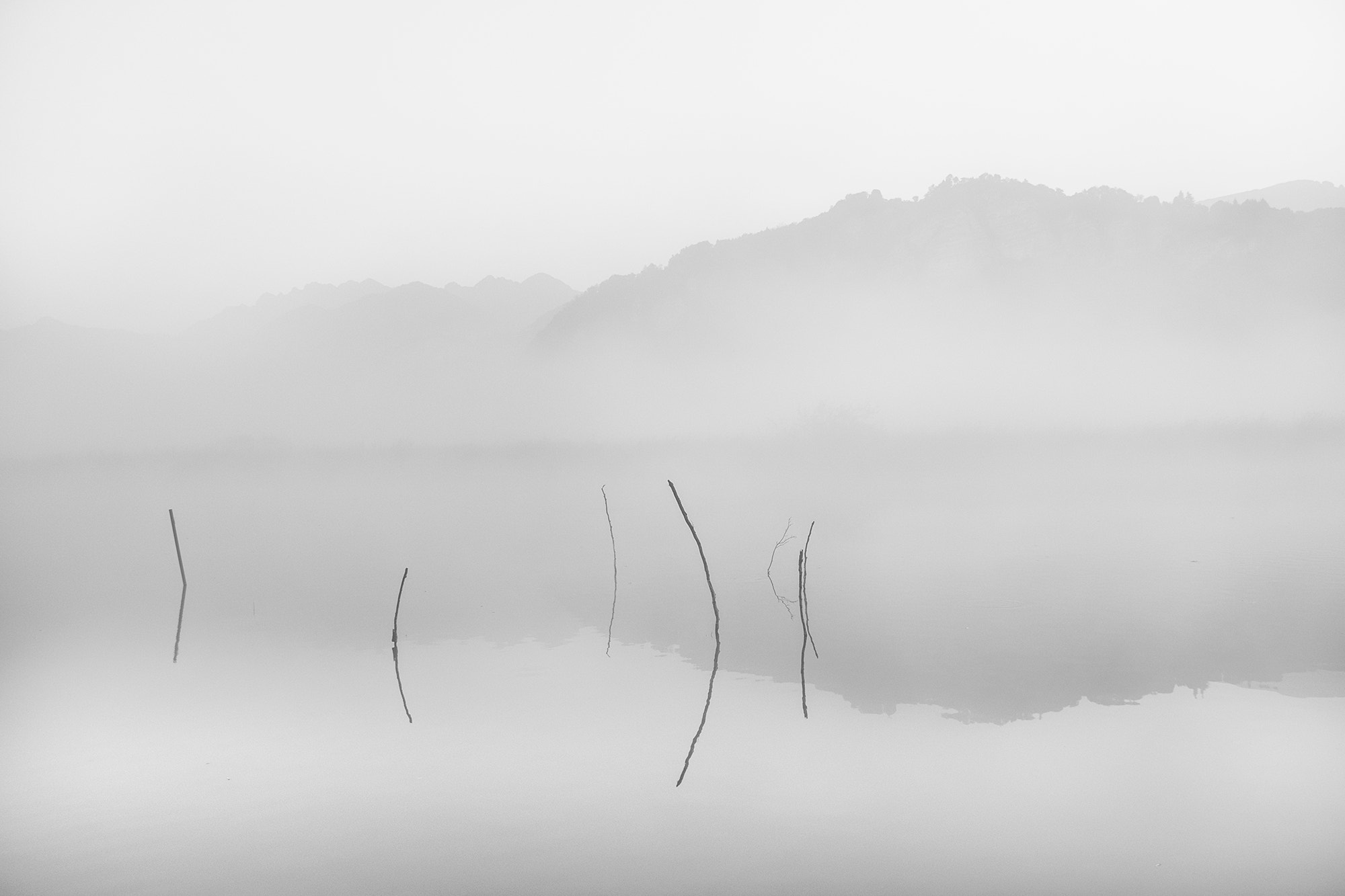
Mínimo Airuno 15 de octubre el año 2015 la casa Fallon.

La fotografía minimalista surge de la noción de minimalismo en el arte, que es un estilo utilizado por muchos artistas del siglo XX. Este estilo enfatiza el uso de un número mínimo de elementos de composición: color, objetos, formas y textura. El objetivo de la fotografía minimalista es expresar un concepto, con el fin de generar una experiencia visual distintiva o provocar una respuesta emocional del espectador. En el mundo de la fotografía, se considera un concepto excepcionalmente intuitivo y personal, que confía la interpretación y la comprensión a la perspectiva del público sobre el arte.

## Historia

Minimal Nana (Unsplash), 10 de diciembre de 2016, Mike Dorner.

La fotografía minimalista proviene de su movimiento artístico inicial, el minimalismo, que fue un movimiento en la década de 1950 que surgió en los Estados Unidos, también conocido como arte minimalista, arte reductivo o arte ABC. Como su nombre lo indica, minimalismo, que se origina en la palabra «mínimo», significa la cantidad mínima o mínima requerida.  En el mundo del arte, el minimalismo emplea una cantidad limitada de elementos para construir el efecto deseado. En términos generales, la característica más crucial de este estilo es su máxima simplicidad, enfoque imparcial y neutral. Por ejemplo, un artista que utiliza el minimalismo normalmente usará una cantidad restringida de colores junto con un tema simplificado en la construcción de la obra de arte. Los artistas se centran en la idea de simplicidad y sencillez en sus creaciones y el movimiento resultante ha sido una gran fuente de inspiración para otros artistas en las siguientes décadas.

## Técnica
Este movimiento elimina sus objetos a la menor cantidad de colores, formas y texturas para establecer un efecto necesario. Reducir el color, las líneas y la forma a una cantidad mínima en su composición es el objetivo principal de los artistas minimalistas. Las características más importantes de este movimiento artístico incluyen; simplicidad (donde no se utilizan temas excesivos), repeticiones (donde los artistas emplean colores y líneas repetitivas en las obras de arte), formas geométricas (donde los rectángulos y círculos a menudo se emplean en la pintura para transmitir una sensación de sencillez y coherencia). Otras características importantes incluyen el uso de muy pocos materiales, accesorios y otros símbolos en la creación de la composición. Por ejemplo, las imágenes en blanco y negro son una representación del estilo minimalista ya que el color se reduce para minimizar las distracciones. El minimalismo como concepto en las artes se remonta a la década de 1900. Las influencias del minimalismo todavía se emplean hoy en diversos campos, como la fotografía, el diseño, la escultura y la arquitectura.

### Fotografía
La fotografía minimalista se centra en la simplicidad y su estilo artístico se puede resumir en la cita "menos es más". Los fotógrafos minimalistas logran este efecto al desechar todos los componentes innecesarios en la creación de sus obras. Este principio se demuestra en varias fotografías minimalistas, por ejemplo, al capturar una montaña o un océano en cámara, la totalidad del paisaje se presentará como un gran espacio vasto. La vacante y la desnudez del espacio que se muestra permite al público imaginar y crear su propia versión de interpretación y comprensión, en lugar de incluir las propias aportaciones y percepciones del fotógrafo. Para expandirse y concentrarse en el espacio expansivo, es crucial minimizar los elementos contradictorios como las personas o los edificios que distraen. Hacerlo transmite una sensación de esterilidad y desolación que crea una atmósfera teatral y una experiencia visual. Por lo tanto, una fotografía minimalista a menudo se captura temprano en la mañana, al amanecer o en la oscuridad de la noche. Esto asegura que la escena no esté llena de multitudes y que la composición general parezca ordenada y simplificada. 
La fotografía minimalista a menudo presta atención a un solo sujeto en su composición, utilizando la naturaleza como fondo. Algunos temas representativos incluyen patrones geométricos, líneas y texturas, que pueden variar entre una manzana, una montaña o un puente, por nombrar algunos ejemplos. Aunque este estilo de fotografía se deriva del movimiento artístico a principios de la década de 1950, su impacto se exhibe en varias formas de fotografía digital.

## Galería
|                           |
| Mañana en el lago Begnas. |

|                  |
| Cajas amarillas. |

|           |
| Lago Erie |